# Thlaspi perfoliatum
Thlaspi perfoliatum es una especie de la familia de las brasicáceas

## Descripción
La Mostacilla brava  (Thlaspi perfoliatum) es una especie  anual, glabra y baja, con rosetas de hojas de un cabillo cada una de hasta 20 cm. Hojas inferiores obovadas y pecioladas, las superiores ovadas y abrazadoras, dentadas. Flores blancas; pétalos de 2-3 mm, más largos que los sépalos que tienen anchos márgenes blancos. Vaina acorazonada por arriba con ala ensanchándose hacia arriba. Florece en primavera.

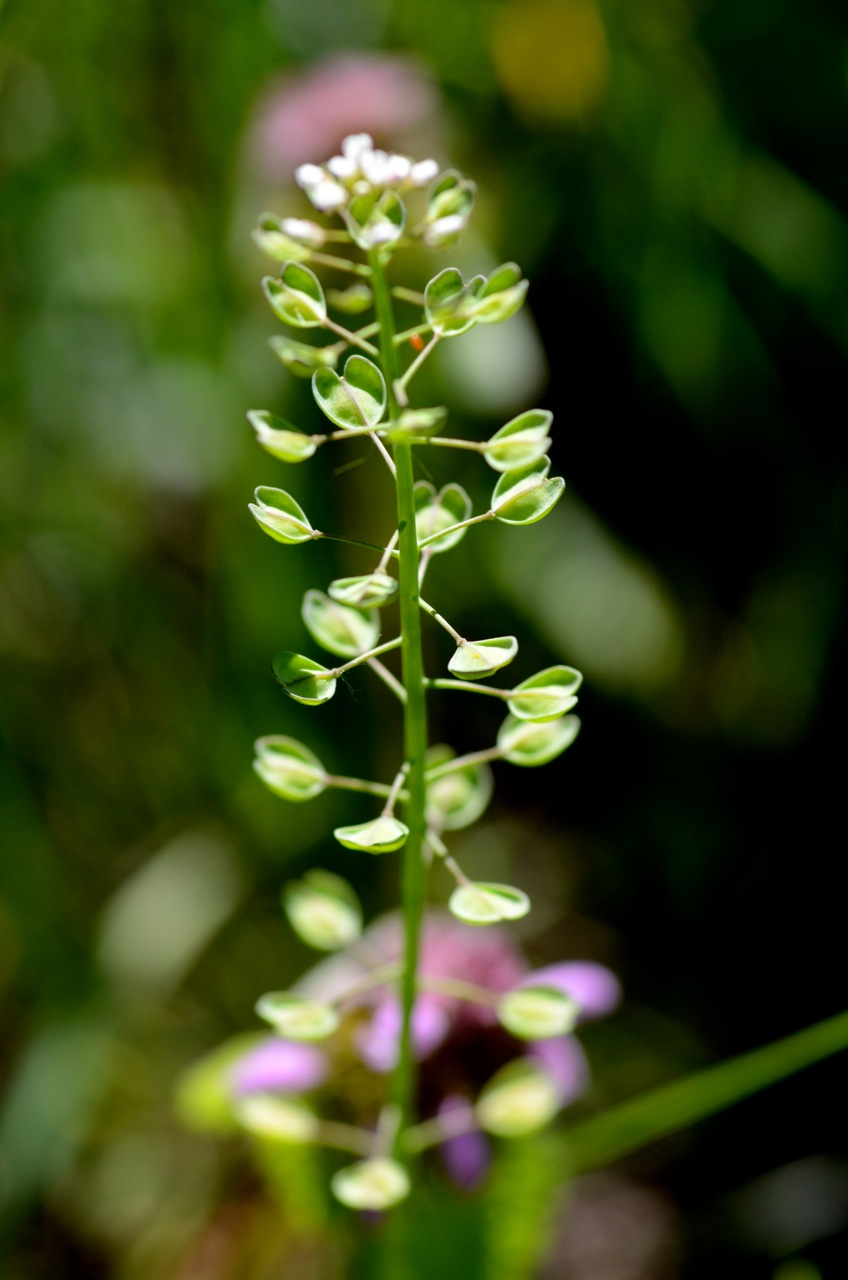
Inflorescencia

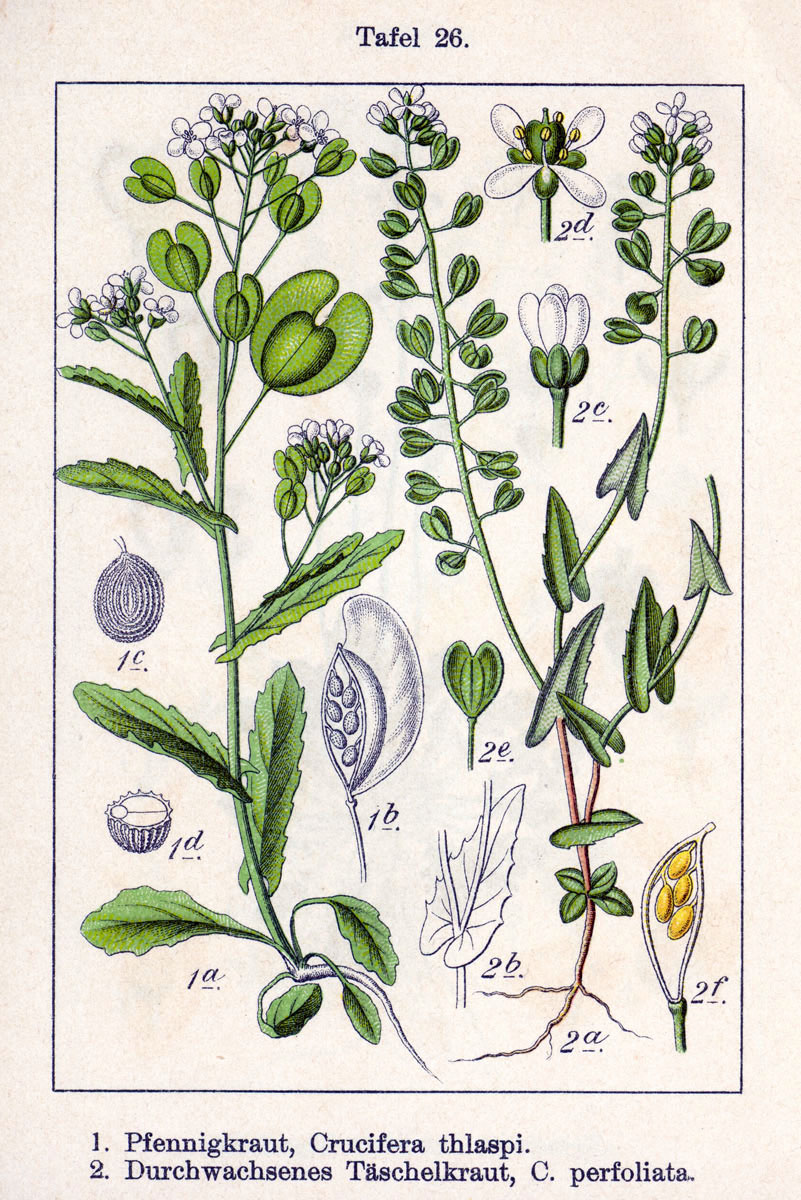
Ilustración

## Hábitat
Habita en melojares, campos cultivados y zonas baldías.

## Distribución
En gran parte de Europa.

## Taxonomía
Thlaspi perfoliatum fue descrito por Carolus Linnaeus y publicado en Species Plantarum 2: 646. 1753.
Etimología
Thlaspi: nombre genérico que deriva del griego thláspis; latinizado thlaspi = en Dioscórides y Plinio, nombre de dos plantas; según parece, de la familia de las crucíferas; una de ellas quizá la bolsa de pastor o pan y quesiIlo –Capsella bursa-pastoris (L.) Medik.; Thlaspi bursa-pastoris L.–. Dice Dioscórides, según la traducción de Laguna, que tiene “una simiente pequeña... y de figura de un plato, que parece ser machucada, de donde le vino el nombre” (gr. thláō = romper, machucar)
perfoliatum: epíteto latino que significa "con las hojas juntas alrededor del tallo".
Sinonimia
Sinonimia
- Crucifera perfoliata (L.) E.H.L.Krause
- Kandis perfoliata (L.) Kerguélen
- Microthlaspi perfoliatum (L.) F.K.Mey.
- Pterotropis erratica Fourr.
- Pterotropis impropera Fourr.
- Pterotropis martialis Jord. ex Fourr.
- Thlaspi erraticum Jord.
- Thlaspi improperum Jord.
- Thlaspi neglectum Crép.
- Thlaspi perfoliatum subsp. perfoliatum
- Thlaspi pratulorum Gand.
- Thlaspi rotundifolium Tineo
- Thlaspi tinei Nyman
- Thlaspidium cordatum Bubani[4][1]
- Kandis perfoliatum  (L.) Kerguélen
- Thlaspi granatense Boiss. & Reut. in Boiss.
- Thlaspi neglectum Crép.
- Thlaspi tineoi Nyman[5]
- Thlaspi revelieri Boreau [1857, Fl. Centr. Fr., ed. 3, 2 : 60]
- Thlaspi martiale Jord. [1864, Diagn. Esp. Nouv., 1 : 251]
- Thlaspi improperum Jord. [1864, Diagn. Esp. Nouv., 1 : 250]
- Disynoma carnea Raf. [1837, Fl. Tell., 3 : 80] [nom. illeg. : Thlaspi carneum Russell]
- Thlaspi carneum Banks & Sol. in Russell [1794, Aleppo, ed. 2, 2 : 257] [nom. illeg.]
- Nasturtium perfoliatum (L.) Besser [1821, Enum. Pl. Volhyn. : 26][6]

Nombre común:
- Castellano: mostacilla brava, mostacilla menor, mostacilla salvaje, mostardeira brava, telaspio menor, thlaspi menor.[5]